# 귤피차
귤피차(橘皮茶)는 귤껍질을 말려 더운 물에 우려내어 마시는 한국의 전통 차이다. 귤피란 귤의 껍질을 의미하는 한자어이며 귤이 익기 전의 껍질을 말린 것을 청피(靑皮)라 하며 익은 뒤의 껍질을 말린 것을 진피(陳皮)라 한다. 생강을 넣어 마시거나 가루로 만들어 타 마시기도 하며 말리지 않고 설탕에 재어 물에 타 마시기도 하는데, 이를 귤껍질과 생강을 넣은 차라 하여 귤강차(橘姜茶)라 한다.

## 영양
귤피차는 비타민 C가 풍부하여 감기와 발한에 효과가 있고 동맥경화 예방과 각기병 치료, 설사・두통에도 효과가 있다.
- 治卒失聲、聲不出。橘皮、濃煮取汁頻服。

갑자기 목이 쉬어 목소리가 나오지 않는 것을 치료한다. 귤피를 진하게 달여 즙을 내어 자주 먹는다.

- 利肺氣、治氣逆上。或煮服或末服。

폐의 기를 잘 돌게 하고, 기가 거꾸로 치받는 것을 치료한다. 달여 먹거나 가루내어 먹는다.

- 開胃。作茶飮之、或作末薑湯點服。

위의 기를 잘 통하게 한다. 차를 끓여서 마시거나 가루내어 생강 달인 물에 타서 먹는다.

- 主脾不能消穀。煎服末服並佳。

비가 곡식을 소화시키지 못하는 것을 주치한다. 달여 먹거나 또는 가루내어 먹어도 좋다.— 《동의보감(東醫寶鑑)》

## 마시는 법
귤껍질을 잘 말려 물에 우려마시거나 말린 귤껍질을 가루로 만들어 물에 타마시기도 한다. 또한 말리지 않은 귤껍질을 잘게 썰어 설탕에 재워 물에 타마시기도 하며 기호에 따라 생강과 꿀을 넣어 마시기도 한다. 너무 많이 우려낼 경우 비타민 C가 파괴되므로 살짝 달인다.

## 참고 문헌
1. ↑  두산백과. “두산백과:귤피차”. 2016년 1월 6일에 확인함.
2. ↑  허준(許浚). “동의보감:내경편”. 2016년 1월 6일에 확인함.
3. ↑  허준(許浚). “동의보감:내경편1”. 2016년 1월 6일에 확인함.
4. ↑  허준(許浚). “동의보감:내경편2”. 2016년 1월 6일에 확인함.
5. ↑  허준(許浚). “동의보감:내경편3”. 2016년 1월 6일에 확인함.